# Anisopteromorpha
Anisopteromorpha – takson owadów z rzędu ważek i podrzędu Epiprocta.

## Morfologia
Podobnie jak inne Epiprocta ważki te mają stosunkowo silnej budowy tułów i odwłok. Tak jak u Epiophlebiidae tułów cechuje się zanikiem grzbietowego odcinka szwu międzypleuralnego, a odnóża przednie w locie ustawione są prostopadle względem pozostałych par. W przeciwieństwie do ważek równoskrzydłych w trakcie kopulacji samica przytrzymuje odwłok samca odnóżami, nie zaś odwłokiem. Jako autapomorfie Anisopteromorpha wymienia się żyłki medialną i kubitalną w obu parach skrzydeł zakrzywione na wysokości arkulusa, komórkę dyskoidalną tylnego skrzydła podzieloną żyłką trygonalną na przednie hypertriangulum i tylne triangulum, a w przypadku pierwotnego planu budowy samców także podzielony na trzy komórki trójkąt analny od strony odsiebnej odgraniczony biegnącą do kąta analnego tylną gałęzią żyłki AA2b.
Podobnie jak u Epiophlebiidae larwy z tej grupy cechują się krótkim i rozszerzonym ku tyłowi odwłokiem, położonym w jego drugim segmencie przedżołądkiem, silnie skróconymi epiproktami i paraproktami formującymi z przysadkami odwłokowymi piramidkę analną oraz występowaniem złożonych skrzeli rektalnych zamiast trzech skrzelotchawek.

## Taksonomia
Takson ten wprowadzony został w 1996 roku przez Güntera Bechly’ego. Obejmuje wszystkie Euepiproctophora z wyjątkiem Epiophlebiidae. Jego systematyka do rangi rodziny z wyłączeniem podziału ważek różnoskrzydłych przedstawia się następująco:
- †Erichschmidtiidae
- †Heterophlebioptera
  - †Myopophlebiidae
  - †Heterophlebioidea
    - †Liassophlebiidae
    - †Heterophlebiidae
- Trigonoptera
  - †Stenophlebioptera
    - †Gondvanogomphidae
    - †Stenophlebiidae

  - Pananisoptera
    - †Liassogomphidae
    - †Juragomphidae
    - Neoanisoptera
      - †Aeschnidiidae
      - ważki różnoskrzydłe